# Trachylepis affinis
Trachylepis affinis är en ödleart som beskrevs av Gray 1838. Trachylepis affinis ingår i släktet Trachylepis och familjen skinkar. Inga underarter finns listade i Catalogue of Life.
Typisk för arten är en lång svans. Vanligen finns fyra längsgående rader med svarta punkter på den bruna ovansidan. Ödlan har mörkbruna sidor och en vitaktig undersida. Små svarta punkter på strupen som hos andra släktmedlemmar finns endast i undantagsfall. Arten kan ha vita strimmor på varje sida av munnen.
Denna ödla förekommer i västra och centrala Afrika från Senegal till Sydsudan och söderut till norra Angola. Den saknas i centrala Kongobäckenet. Arten lever i låglandet och i bergstrakter upp till 1200 meter över havet. Den vistas i fuktiga skogar, fuktiga savanner och träskmarker. Trachylepis affinis solbadar ofta på marken, på trästubbar, på grenar eller på stora blad. Arten hittas vanligen nära vattendrag. Honor lägger ägg.
För beståndet är inga hot kända. Hela populationen anses vara stabil. IUCN listar arten som livskraftig (LC).